# 2012年の労働界
2012年の労働界（2012ねんのろうどうかい）では、2012年（平成23年）の労働運動、労働環境、雇用、賃金など労働分野に関する出来事について記述する。

## 概要
- 労働者派遣法が改正施行。
  - 日雇派遣、短期派遣の原則禁止。
  - 関係派遣先への派遣割合を規制。
  - 労働契約申込みのみなし制度導入。

## できごと

### 1月
- 1月4日 - 米ボーイングがウィチタ工場（カンザス州）を2013年末までに閉鎖することを発表[1]。
- 1月26日 - NECは、国内外のグループ企業で約1万人の削減を含むリストラ計画を発表[2]。

### 2月
- 2月2日 - 日本板硝子がグループ全体で35,00名の人員を削減することを発表。
- 2月29日 - 国家公務員給与の削減法案(2年間、平均7.8%)法案が可決、成立。

### 3月
- 3月28日 - 労働者派遣法改正案、雇用保険法改正案が参院本会議で可決、成立。

### 4月
- 4月4日 - 米Yahoo!が従業員約2,000人(全従業員の約15%)を削減する計画を発表[3]。

### 8月
- 8月2日 - シャープは、国内外のグループ企業で約5,000人の人員削減を発表[4]。
- 8月3日 - 改正労働契約法が参院本会議で可決、成立。
- 8月29日 - 改正高年齢者雇用安定法が、参院本会議で可決、成立。

### 9月
- 9月20日 - 日本無線が、国内2工場（三鷹製作所、埼玉工場）の閉鎖と、従業員の約2割の削減を2015年までに実施することを発表。
- 9月22日 - 都内のハローワークで働く非正規職員が労働組合を結成[5]。

### 10月
- 10月1日 - 改正労働者派遣法が施行。
- 10月19日 - ソニーは従業員2000人の削減と、ソニーイーエムシーエス美濃加茂サイトの閉鎖を発表。
- 10月23日 - 米の化学大手のダウ・ケミカルが約2,400人の人員削減と20工場閉鎖の計画を発表[6]。
- 10月30日 - スイスの銀行大手のUBSが10,000人規模の人員削減方針を発表[7]。
- 11月6日 - UIゼンセン同盟と、日本サービス・流通労働組合連合が統合し、UAゼンセンに。

## 死去
- 1月9日 - 藤縄正勝 - 労働事務次官
- 2月26日 - 鷲尾悦也、労働運動家。（* 1938年）
- 10月4日 - 天池清次、労働運動家。（* 1914年）